# Veil of Maya
Veil of Maya — американская прогрессив-дэткор-группа, образованная в 2004 году, в Чикаго, штат Иллинойс, двумя музыкантами — гитаристом Марком Окубо и ударником Сэмом Эпплбаумом. В настоящее время коллектив работает с лейблом Sumerian Records и имеет на счету 5 полноформатных альбомов. Название группы является отсылкой к стиху Джорджа Уилльяма Рассела, а совпадение с песней Cynic «Veil Of Maya» сами музыканты называют стечением обстоятельств.
Изначально в группе было несколько гитаристов, но с 2007 года Марк Окубо стал единственным, с которым группа работает.

## История

### Формирование и демо (2004—2006)
Veil of Maya появились в 2004 году в городе Чикаго, Иллинойс, после распада дэт-метал группы Insurrection, в состав которой входили Марк Окубо (гитара), Сэм Эпплбаум (ударные) и Крис Хайлер (бас-гитара). Марк Окубо предложил участникам объединиться в новую группу, получившую название Veil of Maya. Позже к коллективу присоединились гитарист Тимоти Маршалл и вокалист Адам Клеманс.
После выпуска одноимённого демо в 2005 году в состав группы вошёл гитарист Скотт Окарма, поддерживающий их на местных выступлениях и ранних турах. Veil of Maya стали включать в себя шесть человек, трое из которых были гитаристами. В 2006 году Тимоти Маршалл и Скотт Окарма покинули группу и их обоих заменил ритм-гитарист Брайян Руппель.

### Дебютный альбомAll Things Set AsideиThe Common Man’s Collapse(2006—2009)
Когда состав группы убавился до пяти участников, Veil of Maya записали дебютный альбом All Things Set Aside, выпущенный лейблом Corrosive Recordings. В 2007 году группу покинули вокалист Адам Клеманс и гитарист Брайян Руппель. Группа решила не искать нового гитариста, место же вокалиста занял Брэндон Батлер.
В январе 2008 года, после успешных гастролей, Veil of Maya заключили контракт с лейблом Sumerian Records. Второй альбом The Common Man’s Collapse, записанный с Брэндоном Батлером, вышел в 2009 году. После выпуска диска коллектив покинул басист Крис Хайлер, на замену которому пришёл бывший участник Born of Osiris Мэтью Пантелис.

### [id]иEclipse(2010—2012)
После выпуска альбома The Common Man’s Collapse группа в течение нескольких месяцев активно выступала и готовилась к записи своего третьего студийного альбома, под названием [id]. Пластинка была выпущена 6 апреля в 2010 и достигла 107 позиции в чарте Billboard 200. Помимо Veil of Maya в записи участвовал Майкл Кин из The Faceless, который ранее помогал группе в записи The Common Man’s Collapse. Лирика альбома затрагивает разные темы популярной культуры, особенно телешоу.
После выпуска [id] группу покинул Мэтью Пантелис, а в 2010 году ему на смену пришёл бас-гитарист Дэнни Хаузер. 13 января 2012 лейбл Sumerian Records опубликовал тизер нового альбома, озаглавленного Eclipse. 17 января 2012 на iTunes Store стал доступен сингл «Vicious Circles». Альбом «Eclipse» был выпущен 28 февраля 2012 года.

### Уход Батлера (2013—2014)
26 сентября 2014 года Брэндон Батлер покинул коллектив по неизвестным причинам. Батлер прокомментировал свой уход ссылаясь на личные и творческие разногласия, но по-прежнему поддерживает своих бывших коллег по группе.

### Появление Магьяра иMatriarch(2014—настоящее время)
1 января 2015 года было объявлено, что Лукас Магьяр, вокалист группы Arms of Empire, стал новым вокалистом Veil of Maya, заменив Брэндона Батлера. Затем группа представила новый сингл на песню «Phoenix».
23 марта 2015 года группа анонсировала название нового альбома, получившего название Matriarch, а также представила сингл и клип на песню «Mikasa». Альбом вышел 12 мая 2015 года на лейбле Sumerian Records и стал первым релизом с участием вокалиста Лукаса Магьяра.

## Участники
| Нынешний состав - Марк Окубо — гитара (2004—наши дни) - Сэм Эпплбаум — ударные (2004—наши дни) - Дэнни Хаузер — бас-гитара (2010—наши дни) - Лукас Магьяр — вокал (2014—наши дни) | Бывшие участники - Тимоти Маршалл — гитара (2004—2006) - Адам Клеманс — вокал (2004—2007) - Кристофер Хайлер — бас-гитара (2004—2009) - Скотт Окарма — гитара (2006) - Брайян Руппель — гитара (2006—2007) - Брэндон Батлер — вокал (2007—2014) - Мэтью Пантелис — бас-гитара (2009—2010) |

## Дискография
| Подробности                                                                  | Наивысшие позиции в чартах | Наивысшие позиции в чартах | Наивысшие позиции в чартах | Наивысшие позиции в чартах | Наивысшие позиции в чартах |
| Подробности                                                                  | US                         | US Heat                    | US Indep                   | US Hard Rock               | US Rock                    |
| ---------------------------------------------------------------------------- | -------------------------- | -------------------------- | -------------------------- | -------------------------- | -------------------------- |
| All Things Set Aside - Выпущен: 7 ноября 2006 - Лейбл: Corrosive             | -                          | -                          | -                          | -                          | -                          |
| The Common Man's Collapse - Выпущен: 1 апреля 2008 - Лейбл: Sumerian Records | -                          | -                          | -                          | -                          | -                          |
| [id] - Выпущен: 6 апреля 2010 - Лейбл: Sumerian Records                      | 107                        | 1                          | 16                         | 7                          | 33                         |
| Eclipse - Выпущен: 28 февраля 2012 - Лейбл: Sumerian Records                 | 76                         | -                          | 7                          | 3                          | 19                         |
| Matriarch - Выпущен: 12 мая 2015 - Лейбл: Sumerian Records                   | 58                         | -                          | 3                          | 2                          | 5                          |
| False Idol - Выпущен: 20 октября 2017 - Лейбл: Sumerian Records              | —                          | —                          | —                          | —                          | —                          |
| [m]other - Выпущен: 12 мая 2023 - Лейбл: Sumerian Records                    | —                          | —                          | —                          | —                          | —                          |

## Синглы
- 2013 — «Subject Zero»
- 2015 — «Phoenix»
- 2019 — «Members Only»
- 2020 — «Outsider»
- 2021 — «Viscera»

## Клипы
- 2009 — «It’s Not Safe to Swim Today»
- 2010 — «Unbreakable»
- 2013 — «20/200 // Divide Paths»
- 2015 — «Mikasa»
- 2015 — «Aeris»
- 2017 — «Overthrow»
- 2021 — «Doublespeak»
- 2020 — «Outsider»
- 2021 — «Viscera»